# Pinilla del Campo
Pinilla del Campo è un comune spagnolo di 23 abitanti situato nella comunità autonoma di Castiglia e León.